# واکنش آزا-بایلیس–هیلمن
واکنش آزا-بایلیس–هیلمن یا واکنش aza-BH در شیمی آلی، گونه‌ای از واکنش بایلیس–هیلمن است و به صورت واکنش بین یک آلکن با کمبود الکترون (معمولاً یک ترکیب کربونیل غیراشباع α، β)، با یک ایمین در حضور یک هسته دوست، توصیف می‌شود. محصول واکنش یک آمین آللی است. این واکنش را می‌توان تا ۹۰ درصد بیش از Enantiomeric excess با کمک ترکیبات کایرال دو عاملی BINOL و فسفینیل BINOL انجام داد، برای مثال در واکنش n-(۴-کلرو-بنزیلیدین)-بنزن‌سولفونامید با متیل وینیل کتون(MVK) در سیکلوپنتیل متیل اتر و تولوئن در -۱۵ درجه سانتی‌گراد.